# Agassizia scrobiculata
Agassizia scrobiculata is een zee-egel uit de familie Prenasteridae. De wetenschappelijke naam van de soort werd in 1846 gepubliceerd door Achille Valenciennes. De eerste publicatie van de naam ging slechts vergezeld van een serie afbeeldingen van het skelet. Volgens Christian Frederik Lütken was dat exemplaar afkomstig uit Peru.

## Synoniemen
- Agassizia subrotunda Gray, 1851
- Agassizia ovulum Lütken, 1864[2]

## Ondersoorten
- Agassizia scrobiculata scrobiculata
- Agassizia scrobiculata persica Clegg, 1933  †